# アヘル
1. ベルギー南部にある村の名前。
2. 1の村にあるベネジクトゥス修道院で醸造されるトラピストビールの名称。下記に記述する。
3. イランのファールス州ラーメルド郡にある市名。ペルシア語表記اهل、ラテン転写表記Ahel→ペルシア語版Wikipediaリンク：fa

アヘル（Achel）はベルギーのアヘル村のベネジクトゥス修道院で醸造されるトラピストビールの名称である。

## 歴史
所在地はベルギーの南地方、リンブルグ州のアヘル村でベルギーとオランダの国境上に位置している。
1648年に礼拝堂が建てられ1688年に修道院となったが、フランス革命の際に修道院が破壊されてしまった。
1844年にウェストマーレ修道院の修道者の手で再建され、1871年にトラピスト会所属の修道院となった。
現在生産されている種類のビールは1852年から醸造が開始されたが、
第一次世界大戦中の1917年にドイツ軍が金属を求め釜などの醸造設備を徴発したため、醸造を停止していた。
1998年にビールの生産を再開。
再開にあたってはウェストマーレで42年間トラピストビールの醸造に携わり退任したトーマス神父を指導者として招いている。
1998年12月にトラピストビールと承認され、2001年にはロシュフォールのサン・レミ修道院からアントワーヌ神父を招き指導を仰ぎ、瓶詰めの提供を開始した。

## アヘル・ビール
銘柄は全部で5種類。アヘル・ブラウン5とアヘル・ブロンド5は修道院併設のカフェだけで提供されている。
トラピストビールの中では比較的オーソドックスな味で、爽やかな香りと強いボディが特徴。
アヘル・ブロンド8(Achel Blond 8)
アルコール度8%。日本国内では「アヘル8」とも呼ばれている。液色は淡い琥珀色。フルーティーなホップの香りが強く、バナナのようなエステル臭を感じる人も。飲み口は軽いが後から強いボディとアルコールが感じられる。
アヘル・ブラウン8(Achel Bruin 8)
アルコール度8%。液色は赤褐色から茶色。複雑な香りは、麦芽やホップ、フルーツ臭、エステル臭、醤油のような香りなどが入り交じったと表現される。ボディは甘みが強くコーヒーやチョコレートに似た苦みをもつ。
アヘル・ブラウン8(Achel EXTRA 8)
アルコール度9.5%。アヘル・ブラウンのエクストラ版。
アヘル・ブロンド5(Ahel Blond 5)
アルコール度5%。
アヘル・ブラウン5(Ahel Bruin 5)
アルコール度5%